# Emmanuel Bex
Pour les articles homonymes, voir Bex.
Vous pouvez aider à l'améliorer ou bien discuter des problèmes sur sa page de discussion.
- Il ne cite pas suffisamment ses sources. Vous pouvez indiquer les passages à sourcer avec {{référence nécessaire}} ou {{Référence souhaitée}}, et inclure les références utiles en les liant aux notes de bas de page. (Marqué depuis juin 2025)
- Son ton est trop promotionnel ou publicitaire, voire hagiographique. Le texte doit adopter un ton neutre et encyclopédique. (Marqué depuis décembre 2024)
- Il n’est pas rédigé dans un style encyclopédique. (Marqué depuis décembre 2024)

- Archive Wikiwix
- Bing
- Cairn
- DuckDuckGo
- E. Universalis
- Gallica
- Google
- G. Books
- G. News
- G. Scholar
- Persée
- Qwant
- (zh) Baidu
- (ru) Yandex
- (wd) trouver des œuvres sur Wikidata

Emmanuel Bex, né le 8 juin 1959 à Caen, est un claviériste de jazz français.

## Carrière
Bex nait dans une famille de musiciens. Son père et son grand-père sont pianistes, sa mère professeur de solfège.
À huit ans, il entre au Conservatoire de Caen (où enseignent ses parents), dont il ressort avec de nombreux prix dans différentes disciplines : 1er prix de piano, 1er prix de basson et 1er prix de musique de chambre.
Élève au Conservatoire de Paris, il étudie l’écriture musicale de 1973 à 1976, et remporte à l’issue de ses études le 1er prix de solfège spécialisé, d’harmonie et d’analyse musicale. De retour à Caen, il se passionne pour le jazz après avoir entendu Relaxin' de Miles Davis et remplace le pianiste Bibi Louison dans un trio local.
En 1977, alors qu’il est accompagnateur au conservatoire de Bordeaux, il rencontre Bernard Lubat, multi-instrumentiste inclassable et agitateur d’idées : « Je dois beaucoup à Bernard Lubat… deux années à désapprendre… et son sens de la démesure, dont je garde toujours des séquelles irrémédiablement… créatives. »[réf. nécessaire]
En 1982, après avoir entendu et rencontré l’organiste Eddy Louiss, Emmanuel Bex achète son premier orgue Hammond B3, qui devient alors son principal instrument.
Il joue avec Ray Lema et des bluesmen, avant de former un duo en compagnie du percussionniste Xavier Jouvelet, qui va tourner en Europe pendant cinq ans avec le spectacle de Ciné-Concert Bex et Jouvelet contre King- Kong.
Emmanuel Bex reçoit le Prix de Composition de la Sacem en 1984 pour Le Rayon Vert, un spectacle qui associe la musique, le texte et l’image autour de l’œuvre de Jules Verne. De 1986 à 1988, il joue et enregistre en trio avec le violoniste Jean-Luc Pino et le batteur Yves Teslar, tout en occupant un poste de professeur de piano au CIM, célèbre école de jazz parisienne. Il enregistre Triple idiome avec son trio et collabore à la Bande à Badault, orchestre fondé par le pianiste Denis Badault.
Au début des années 1990, il se produit sur scène et enregistre avec Turk Mauro, Barney Wilen, et en trio avec Gérard Marais et Aldo Romano (l'album Poisson nageur paraît en 1992).
À cette époque, il crée le Bex’tet, un quintet qui révèle ses talents de leader et de compositeur, avec qui il enregistre trois albums : Enfance (1991, avec Gilles Renne à la guitare), Organique (1993) et Rouge et or (1995, qui reçoit un « Choc Jazzman de l'année » par Jazz Magazine). Le saxophoniste anglais Ronnie Scott les rencontre au Pan Jazz Festival de Trinité-et-Tobago et les invite dans son célèbre club de Londres. Dans le même temps, l'Académie du jazz lui décerne en 1995 le Prix Django-Reinhardt.
Les enregistrements et les tournées internationales se succèdent, en compagnie de Babik Reinhardt, Christian Escoudé, Gordon Beck, Claude Barthélemy, Marcel Azzola, Biréli Lagrène, André Ceccarelli, Sylvain Beuf, Michel Graillier, Aldo Romano, etc.
Emmanuel Bex choisit ensuite de marier les sonorités de l’orgue Hammond et du steeldrum avec la grande formation Steel Bex, qui regroupe un quintet de jazz et un steel band et dont l'album sort en 1997 à l'occasion du festival Jazz sous les pommiers de Coutances.
À la fin des années 1990, il réalise un album avec trois trios: avec Biréli Lagrène et André Ceccarelli, Claude Barthélemy et Stéphane Huchard, Philip Catherine et Aldo Romano. Le trio Bex-Catherine-Romano se produit ainsi durant plusieurs années à travers toute l’Europe.
La création du trio devenu mythique, B.F.G., avec Glenn Ferris au trombone et Simon Goubert à la batterie, publie un album très largement récompensé (notamment Grand prix de l’Académie Charles-Cros, « Choc Jazzman de l'année », Prix Boris Vian de l’Académie du jazz, Djangodor 2002 dans la catégorie Meilleure formation de l’année).
En 2004, Emmanuel Bex reçoit le Django d’Or du Musicien de l’année, et publie dans le même temps l’album Conversing with melody, initiant une série de concerts avec de nombreux invités tels que Steve Shehan, Aldo Romano, Michel Portal ou Didier Malherbe.
L’année 2006 est marquée par la publication d’OrganSong avec la diva brésilienne Mônica Passos, qui va donner lieu à de nombreux concerts à travers le monde, parfois en compagnie de l’organiste Rhoda Scott. L’année d’après, Emmanuel Bex compose Esperanto Cantabile, concerto pour orgue Hammond et orchestre symphonique. La création a lieu au Palais des Congrès du Mans pour l’Europajazz Festival dans le cadre d’une soirée qui lui est consacrée (pour laquelle il invite Rhoda Scott et Mônica Passos), suivie d’une représentation à la salle Gaveau à Paris puis au Zénith de Caen.
En 2009, l’organiste monte un nouveau trio avec le batteur Simon Goubert et le saxophoniste-clarinettiste Francesco Bearzatti, sous le nom d’Open Gate trio. Ce trio qui effectue de très nombreux concerts devient le socle de tous les futurs projets d’Emmanuel Bex.
En 2010, il participe à de nombreux projets avec André Minvielle, Stéphane Huchard, Géraldine Laurent ou OOlivier Ker Ourio.
Compositeur inspiré, il livre en 2011 Requiem en Couleurs, grande pièce pour trio de jazz et chœur avant de réaliser un de ses projets les plus ambitieux : Open Gate feat. Béla Bartók, album paru en octobre 2011 qui parvient à faire se rencontrer le trio Bex-Bearzatti-Goubert et l’Orchestre des Pays de Savoie sous la direction de Franck Tortiller autour d’un hommage à Béla Bartók. Le répertoire met en œuvre une création d’Emmanuel Bex en trois mouvements ainsi que les Mikrokosmos et Danses Roumaines du compositeur hongrois.
En 2012, Emmanuel Bex enregistre un album consacré au pianiste Bill Evans, B2Bill, avec le pianiste italien Nico Morelli et le spoken worder américain Mike Ladd.
En 2013, le label naïve propose au groupe B.F.G. d'enregister un nouvel album, douze ans après leur premier opus Here & now. Le groupe sort ainsi l'album Now or Never.
En 2016, il compose une œuvre en collaboration avec l’auteur et metteur en scène David Lescot, La Chose Commune, dont le sujet principale est la Commune de Paris, avec Élise Caron, Mike Ladd, Géraldine Laurent, Simon Goubert, David Lescot et lui-même. Un disque est enregistré au label Triton.
En 2019, il enregistre avec Philip Catherine et Aldo Romano, La belle vie, après quinze années de concerts ensemble. Il écrit les arrangements d’une opérette jazz rock, Azor, dans laquelle il joue.
Emmanuel Bex et sa femme Sophie ont créé en 2010 Saint-Denis Jazz, un projet qui réunit tous les ans des programmes et activités de jazz, sous la forme d’un jazz club, d'un grand orchestre amateur (La Grande Soufflerie) et d'une chorale (La belle Zoé), et pour lequel Bex fait chaque année une création, entouré de musiciens professionnels.

## Discographie

### Leader
2025 : Eddy m'a dit, Pee Wee 
- 2011 : Open Gate feat. Béla Bartók, Plus Loin Music
- 2009 : Open Gate, Harmonia Mundi
- 2006 : Organ Song, Naïve Records
- 2004 : Conversing with Melody, Naïve
- 2002 : Jazz(z), Naïve
- 1999 : Mauve[3], Pee Wee
- 1999 : 3[4], Pee Wee
- 1997 : Steel Bex[5], Pee Wee
- 1995 : Rouge et Or[6]
- 1993 : Organique, Harmonia Mundi
- 1991 : Enfance, ADDA
- 1988 : Triple idiome, Harmonia Mundi

### Coleader
- 2020 : Trois Ténors pour Bex et Goubert, Menuau Merel Ripoche, Fleurette Africaine[7] avec Pierrick Menuau, Pierre-Yves Merel, François Ripoche et Simon Goubert Chez Tinker Label sorti en 2022[8]
- 2019 : La belle vie[9] (Sunset/L'autre distribution), avec Philip Catherine et Aldo Romano
- 2017 : mélusine,récit en trois mouvements et treize tableaux, oratorio pop sur un texte d'Emmanuelle k. et avec Emmanuelle k. (dramaturgie et voix), Simon Goubert François Verly, David Trescos.
- 2014 : BFG Now or Never (Naïve), BFG Trio avec Glenn Ferris et Simon Goubert
- 2013: B2Bill (Bonsai Music), avec Mike Ladd et Nico Morelli
- 2009 : The Translators (avec Pietro Tonolo, Flavio Boltro, Joe Chambers), Parco della Musica
- 2001 : Here and Now (Naïve), BFG Trio avec Glenn Ferris et Simon Goubert
- 1999 : A Tribute to Wes Montgomery (avec Gérard Marais, Aldo Romano), Bleu Citron (réédition 2012 : Frémeaux & Associés)
- 1992 : Poisson nageur (avec Fabio Zeppetella, Roberto Gatto), Dam (réédition 2006 : Philology)

### Musicien invité
- 2011 : Polis (avec Guillaume Saint-James Sextet / Jazzarium), Plus Loin Music
- 2010 : Tribute To Hammond (Made In France) Vol.1 (avec Rhoda Scott), Must Record
- 2007 : Organ Masters : Rhoda Scott invite ... (avec Rhoda Scott), Must Record

## Récompenses
- 1984 : Prix de composition de la Sacem pour la création Le Rayon Vert.
- 1995 : Prix Django-Reinhardt.
- 2002 : Victoires du jazz avec le groupe BFG dans la catégorie Artiste ou formation instrumentale française de l'année